# Psilocybe azurescens
Psilocybe azurescens är en svampart som beskrevs av Stamets & Gartz. Psilocybe azurescens ingår i släktet slätskivlingar och familjen Strophariaceae.   Inga underarter finns listade i Catalogue of Life.

## Källor

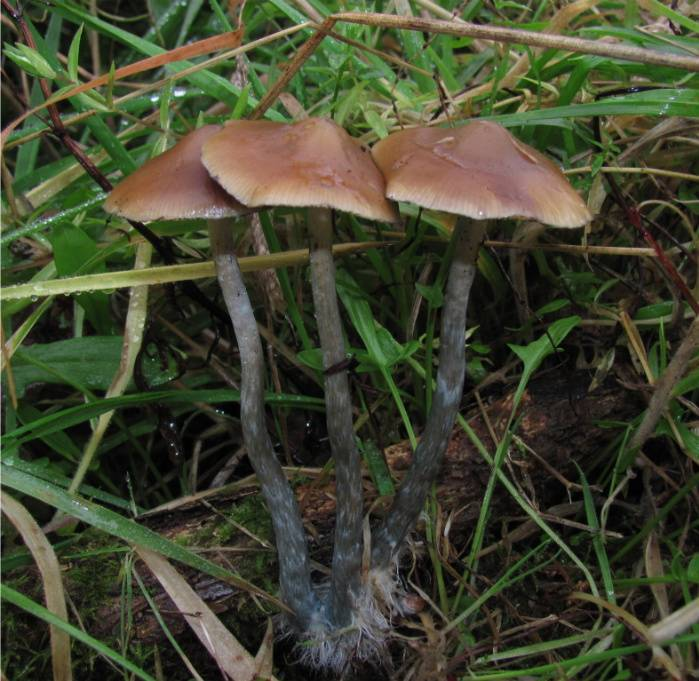